# Axel Kleinlein
Axel Kleinlein (* 6. Oktober 1969 in Unterfranken) ist ein deutscher Diplom-Mathematiker. Er war seit 1. November 2011 (mit Unterbrechung in der Zeit vom 22. März bis 14. September 2013) bis September 2022 Vorstandsvorsitzender des Bundes der Versicherten (BdV).

## Berufliche Tätigkeit
Axel Kleinlein studierte Mathematik und Philosophie an der Universität Köln und an der Freien Universität Berlin. Das Studium schloss er als Diplom-Mathematiker ab.
Von 1998 bis 1999 arbeitete er im Aktuariat der Allianz Lebensversicherung in Stuttgart. Unter anderem erarbeitete er aktuarielle firmenhistorische Analysen und setzte sich bei der Erstellung und Überarbeitung von Versicherungsbedingungen auch mit Fragen des Verbraucherschutzes auseinander.
Von 2000 bis 2002 betreute er bei der Stiftung Warentest als Projektleiter in der Abteilung Finanzdienstleistung den Bereich Lebensversicherung und Altersvorsorge. Ergebnisse seiner Untersuchungen wurden in der Zeitschrift Finanztest veröffentlicht. Daneben stellte er die Testergebnisse und die Testmethodik in den Medien, auf Konferenzen und auf Tagungen vor. In seine Zeit fällt die in der Geschichte von Finanztest einmalige Rückrufaktion (Septemberheft 2002) aufgrund von falschen Berechnungen zur Riesterrente.
2003 erfolgte ein Wechsel zur Assekurata Assekuranz Rating-Agentur in Köln. Dort leitete er mehrere Branchenuntersuchungen zu Lebensversicherungen und betreute die Öffentlichkeitsarbeit des Unternehmens. In enger Zusammenarbeit mit Oskar Goecke leitete er bei Assekurata die Neuauflage der Plausibilitätsuntersuchung; hierbei wurde ein neuer prospektiver stochastischer Ansatz verfolgt (Monte-Carlo-Methode).
2004 begründete Axel Kleinlein das versicherungsmathematische und fachjournalistische Büro math concepts und bot dort aktuarielle und fachjournalistische Dienstleistungen an. Schwerpunkt war das Prüfen von Finanzdienstleistungsverträgen im Auftrag von geschädigten Verbrauchern. Hierbei arbeitete er mit vielen renommierten Verbraucherrechtskanzleien zusammen. Der Fokus lag dabei auf dem deutschen und britischen Versicherungsmarkt.
Des Weiteren erstellte er Studien zu Fragen der Altersvorsorge und zur Sozialversicherung (z. B. Zeitwertkonten, Arbeitslosenversicherung). Wegen seiner von der Finanzindustrie unabhängigen Sichtweise war er in diesen Themenbereichen oft Gesprächspartner für Verbände, Parteien, Gewerkschaften, Parlament, Regierung u. a. Durch diese unabhängige Positionierung bestehen vielfältige und enge Verbindungen mit dem Verbraucherschutz. So unterstützte er 2007 auch den Verbraucherzentralen Bundesverband (vzbv) als Referent für den Bereich Altersvorsorge und Kapitalanlagen. Im Finanzausschuss des deutschen Bundestages vertrat er als Sachverständiger verbraucherpolitische Positionen.
Ab dem 1. November 2011 war Axel Kleinlein Vorstandsvorsitzender des Bundes der Versicherten. Am 22. März 2013 wurde seitens des Aufsichtsrates mitgeteilt, dass Axel Kleinlein wegen unterschiedlicher Auffassungen über die „inhaltliche und personelle Ausrichtung“ des BdV mit sofortiger Wirkung aus dem Vorstand ausscheidet.
Von einer daraufhin durch die Mitglieder erzwungenen außerordentlichen Mitgliederversammlung wurde am 14. September 2013 ein neuer Aufsichtsrat gewählt. Dieser holte Kleinlein zurück und setzte ihn mit sofortiger Wirkung wieder als Vorstandsvorsitzenden des Vereins ein.
Unter Kleinlein wurde der Bund der Versicherten unter anderem Mitglied beim Verbraucherzentrale Bundesverband (vzbv) sowie der europäischen Organisation "Better Finance". Dort hatte er zwischen April 2019 und Juni 2022 die Präsidentschaft inne.
Im September 2022 ist Kleinlein aus dem Vorstand des Bund der Versicherten e. V. ausgeschieden, ist aber weiterhin Mitglied.
Kleinlein ist Gründungsmitglied der 2018 gegründeten Bürgerbewegung Finanzwende.

## Auszeichnungen
- Medienpreis 2001 der Aachener und Münchener Versicherungen
- Zukunftspreis Altersvorsorge 2001 des Deutschen Instituts für Altersvorsorge

## Stellungnahmen und Veröffentlichungen
- Axel Kleinlein, In Zusammenarbeit mit Kornelia Hagen (Deutsches Institut für Wirtschaftsforschung [DIW]): Zehn Jahre Riester-Rente: Bestandsaufnahme und Effizienzanalyse. (PDF) Expertise im Auftrag der Abteilung Wirtschafts- und Sozialpolitik der Friedrich-Ebert-Stiftung. Friedrich-Ebert-Stiftung, November 2011, abgerufen am 18. Juni 2015.
- Kornelia Hagen, Axel Kleinlein: Zehn Jahre Riester-Rente: Kein Grund zum Feiern. (PDF) Kurzfassung der Studie. Deutsches Institut für Wirtschaftsforschung, 23. November 2011, abgerufen am 18. Juni 2015.
- Stellungnahme zum Diskussionsentwurf zur Einführung eines Produktinformationsblattes für zertifizierte Altersvorsorge- und Basisrentenverträge vom 22. Juni 2011.
- Stellungnahme zum „Entwurf einer Verordnung zur Änderung der Deckungsrückstellungsverordnung und der Pensionsfonds-Deckungsrückstellungsverordnung“ des Bundesministeriums der Finanzen (BMF) vom 17. Dezember 2010.
- Stellungnahme zum Gesetzentwurf Jahressteuergesetz 2010 (JStG 2010).
- Stellungnahme zum „Entwurf eines Gesetzes zur Umsetzung der Beteiligungsrichtlinie“- hier zu Artikel 2, „Änderung des Versicherungsaufsichtsgesetzes“ vom 31. Oktober 2008.